# 휴스턴 필드 하우스
휴스턴 필드 하우스(Houston Field House)은 미국 뉴욕주 트로이에 위치한 실내 경기장이다. 과거 AHL 캐피탈 디스트릭트 아일런더스의 홈경기장으로 사용했다.